# Division IIB du Championnat du monde de hockey sur glace 2018
Navigation
Division IIB en 2017 Division IIB en 2019
Le tournoi de la Division IIB du Championnat du monde de hockey sur glace 2018 se déroule à Grenade en Espagne du 14 au 20 avril 2018.
| \| Localisation de Grande dans le Sud de l'Espagne. \| Localisation de Grande dans le Sud de l'Espagne. |
| Localisation de Grande dans le Sud de l'Espagne.                                                        |

## Format de la compétition

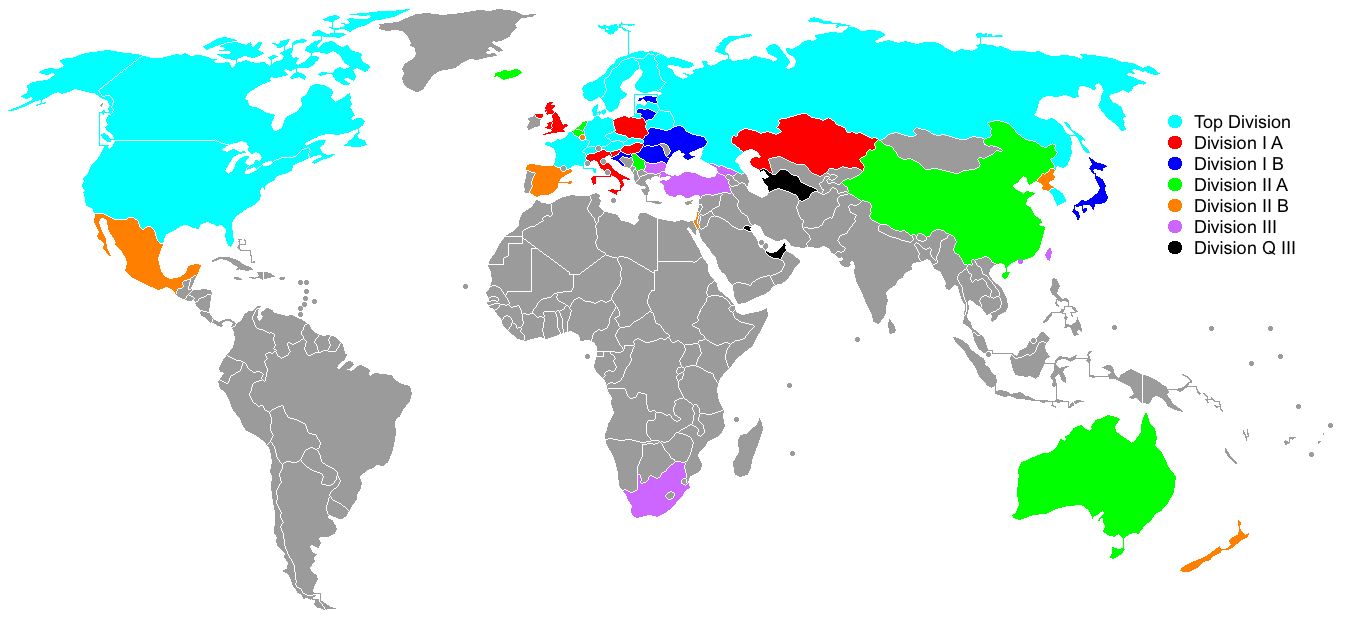
Nations participant au Championnat du monde de hockey sur glace 2018, par division.

Le Championnat du monde de hockey sur glace est un ensemble de plusieurs tournois regroupant les nations en fonction de leur niveau. Les meilleures équipes disputent le titre dans la Division Élite. Cette Division regroupe 16 équipes réparties en deux groupes de 8 qui disputent un tour préliminaire. Les 4 premiers de chaque groupe sont qualifiés pour les quarts de finale et les derniers sont relégués en Division IA à l'exception de la Slovaquie, organisatrice de l'édition 2019, qui ne peut être reléguée même si elle termine à la dernière place du groupe A. 
Pour les autres divisions qui comptent 6 équipes (sauf la Qualification pour la Division III), les équipes s’affrontent entre elles et, à l'issue de cette compétition, le premier est promu dans la division supérieure et le dernier est relégué dans la division inférieure. 
En Qualification pour la Division III, le vainqueur de la finale est promu en Division III.
Lors des phases de poule, les points sont attribués ainsi :
- 3 points pour une victoire dans le temps réglementaire ;
- 2 points pour une victoire en prolongation ou aux tirs de fusillade ;
- 1 point pour une défaite en prolongation ou aux tirs de fusillade ;
- aucun point pour une défaite dans le temps réglementaire.

## Officiels
La fédération internationale a désigné 4 arbitres et 6 juges de lignes pour officier lors de la compétition :
| Arbitres                                                                | Juges de ligne |
| ----------------------------------------------------------------------- | --- |
| - Jevgēņijs Griškevičs - Milan Novák - Rasmus Toppel - Tim Tzirtziganis | \| - Alejandro García - Marcus Höfer - Andrey Korovkin \| - Jiří Svoboda - Carlos Trobajo - Chris van Grinsven \| |
| - Alejandro García - Marcus Höfer - Andrey Korovkin                     | - Jiří Svoboda - Carlos Trobajo - Chris van Grinsven                                                              |

## Matches
| 14 avril | Nouvelle-Zélande | 5-1 (1-0, 4-0, 0-1) | Mexique | Igloo Arena 55 spectateurs |

| Feuille de match | Feuille de match | Feuille de match        | Feuille de match          | Feuille de match                                                                  |
| ---------------- | --- | ----------------------- | ------------------------- | --------------------------------------------------------------------------------- |
|                  | Challis (McLeish) — 2 min 28 s Henderson (Heyd, Challis) — 22 min 19 s (SN) Harrop (Challis) — 25 min 42 s Ellis (Helmersson, Polozov) — 35 min 5 s (SN) Burns (Cox, Challis) — 39 min 33 s (SN) - | 1-0 2-0 3-0 4-0 5-0 5-1 | - Colas — 47 min 1 s (IN) | Arbitrage : Jevgēņijs Griškevičs Juges de lignes : Marcus Höfer et Carlos Trobajo |
| Lee              | Gardiens | de la Garma             |                           | Arbitrage : Jevgēņijs Griškevičs Juges de lignes : Marcus Höfer et Carlos Trobajo |
| 8 min            | Pénalités | 10 min                  |                           | Arbitrage : Jevgēņijs Griškevičs Juges de lignes : Marcus Höfer et Carlos Trobajo |
| 30               | Tirs | 19                      |                           | Arbitrage : Jevgēņijs Griškevičs Juges de lignes : Marcus Höfer et Carlos Trobajo |

| 14 avril | Luxembourg | 1-8 (1-4, 0-2, 0-2) | Israël | Igloo Arena 61 spectateurs |

| Feuille de match | Feuille de match                               | Feuille de match                    | Feuille de match | Feuille de match                                                                   |
| ---------------- | ---------------------------------------------- | ----------------------------------- | --- | ---------------------------------------------------------------------------------- |
|                  | - Mosr (Welter, Gronlund) — 19 min 37 s (SN) - | 0-1 0-2 0-3 0-4 1-4 1-5 1-6 1-7 1-8 | Kozev (Kozhevnikov, Ben Tov) — 1 min 20 s Klein (Mazour, Kozevnikov) — 11 min 48 s (SN) Revniaga (Kozev) — 13 min 15 s R. Aharonovich (Mazour, Milner) — 18 min 39 s - T. Aharonovich (Milner, Spivak) — 22 min 20 s (SN) Spektor (Mazour, Milner) — 36 min 38 s (SN) Klein (Kozevnikov) — 40 min 47 s (SN) Mazour (Milner, Klein) — 50 min 14 s (SN) | Arbitrage : Rasmus Toppel Juges de lignes : Alejandro García et Chris van Grinsven |
| Mangen           | Gardiens                                       | Gokhberg                            | | Arbitrage : Rasmus Toppel Juges de lignes : Alejandro García et Chris van Grinsven |
| 22 min           | Pénalités                                      | 26 min                              | | Arbitrage : Rasmus Toppel Juges de lignes : Alejandro García et Chris van Grinsven |
| 14               | Tirs                                           | 45                                  | | Arbitrage : Rasmus Toppel Juges de lignes : Alejandro García et Chris van Grinsven |

| 14 avril | Espagne | 15-1 (4-0, 8-1, 3-0) | Corée du Nord | Igloo Arena 333 spectateurs |

| Feuille de match                          | Feuille de match | Feuille de match                                                      | Feuille de match                        | Feuille de match                                                          |
| ----------------------------------------- | --- | --------------------------------------------------------------------- | --------------------------------------- | ------------------------------------------------------------------------- |
|                                           | Rubio (Granell, Boronat) — 2 min 29 s Carbonell — 5 min 29 s Boronat (Ubieto) — 7 min 49 s Solorzano (Fuentes) — 17 min 17 s Hernández (Puyuelo, González) — 23 min 3 s Carbonell (P. Muñoz, Rivero) — 23 min 41 s - Fuentes (Ubieto) — 27 min 2 s (SN) Rubio (Boronat) — 27 min 53 s Fuentes (Ubieto, González) — 30 min 31 s Arraras (Hernández, Puyuelo) — 32 min 38 s Solorzano (Puyuelo, Fuentes) — 35 min 45 s (SN) Granell (Boronat) — 39 min 19 s Arraras (Brabo, J. Muñoz) — 58 min 25 s Boronat (Rubio, Granell) — 58 min 43 s Hernández — 59 min 21 s | 1-0 2-0 3-0 4-0 5-0 6-0 6-1 7-1 8-1 9-1 10-1 11-1 12-1 13-1 14-1 15-1 | - Hong (Kim H., Kim M.) — 25 min 17 s - | Arbitrage : Milan Novák Juges de lignes : Andrey Korovkin et Jiří Svoboda |
| Alcaine (30 min 48 s) Barbo (29 min 12 s) | Gardiens | Pak K. (30 min 48 s) Pak I. (29 min 12 s)                             |                                         | Arbitrage : Milan Novák Juges de lignes : Andrey Korovkin et Jiří Svoboda |
| 12 min                                    | Pénalités | 22 min                                                                |                                         | Arbitrage : Milan Novák Juges de lignes : Andrey Korovkin et Jiří Svoboda |
| 44                                        | Tirs | 20                                                                    |                                         | Arbitrage : Milan Novák Juges de lignes : Andrey Korovkin et Jiří Svoboda |

| 15 avril | Nouvelle-Zélande | 5-2 (1-0, 0-1, 4-1) | Israël | Igloo Arena 67 spectateurs |

| Feuille de match | Feuille de match | Feuille de match                          | Feuille de match                                                       | Feuille de match                                                              |
| ---------------- | --- | ----------------------------------------- | ---------------------------------------------------------------------- | ----------------------------------------------------------------------------- |
|                  | Cox (Joyce, Henderson) — 15 min 43 s - Ratcliffe — 50 min 52 s Ratcliffe (Helmersson) — 52 min 9 s (SN) Joyce (Heyd, Challis) — 52 min 58 s - Schneider (Burns) — 54 min 34 s | 1-0 1-1 2-1 3-1 4-1 4-2 5-2               | - R. Aharonovich (Milner) — 26 min 5 s - Klein (Mazour) — 54 min 5 s - | Arbitrage : Milan Novák Juges de lignes : Alejandro García et Andrey Korovkin |
| Lee              | Gardiens | Gokhberg (52 min 58 s) Tichon (7 min 2 s) |                                                                        | Arbitrage : Milan Novák Juges de lignes : Alejandro García et Andrey Korovkin |
| 4 min            | Pénalités | 10 min                                    |                                                                        | Arbitrage : Milan Novák Juges de lignes : Alejandro García et Andrey Korovkin |
| 29               | Tirs | 22                                        |                                                                        | Arbitrage : Milan Novák Juges de lignes : Alejandro García et Andrey Korovkin |

| 15 avril | Corée du Nord | 5-2 (3-2, 2-0, 0-0) | Mexique | Igloo Arena 68 spectateurs |

| Feuille de match | Feuille de match | Feuille de match            | Feuille de match                                                    | Feuille de match                                                                    |
| ---------------- | --- | --------------------------- | ------------------------------------------------------------------- | ----------------------------------------------------------------------------------- |
|                  | An (Kim Kw.) — 8 min 46 s - Kang M. (Kang I.) — 17 min 27 s (IN) Kim Kw. (Hong, Ri P.) — 19 min 5 s An (Kim S., Ri H.) — 36 min (SN) Kang M. (An) — 39 min 52 s (IN) | 1-0 1-1 1-2 2-2 3-2 4-2 5-2 | - Cruz (Sierra) — 9 min 28 s Majul (Rosette, Colas) — 14 min 40 s - | Arbitrage : Tim Tzirtziganis Juges de lignes : Carlos Trobajo et Chris van Grinsven |
| Pak K.           | Gardiens | de Alba                     |                                                                     | Arbitrage : Tim Tzirtziganis Juges de lignes : Carlos Trobajo et Chris van Grinsven |
| 12 min           | Pénalités | 18 min                      |                                                                     | Arbitrage : Tim Tzirtziganis Juges de lignes : Carlos Trobajo et Chris van Grinsven |
| 30               | Tirs | 25                          |                                                                     | Arbitrage : Tim Tzirtziganis Juges de lignes : Carlos Trobajo et Chris van Grinsven |

| 15 avril | Luxembourg | 1-10 (0-0, 1-3, 0-7) | Espagne | Igloo Arena 234 spectateurs |

| Feuille de match | Feuille de match          | Feuille de match                             | Feuille de match | Feuille de match                                                                |
| ---------------- | ------------------------- | -------------------------------------------- | --- | ------------------------------------------------------------------------------- |
|                  | - Eriksson — 39 min 4 s - | 0-1 0-2 1-2 1-3 1-4 1-5 1-6 1-7 1-8 1-9 1-10 | Rubio (Ubieto) — 28 min 8 s Puyuelo (Ubieto, Vea) — 38 min - González (Puyuelo, Brabo) — 39 min 58 s González (Solorzano) — 42 min 49 s (SN) Ubieto (Boronat) — 44 min 34 s Ubieto (Boronat) — 50 min 24 s (JS) J. Muñoz (Fuentes) — 52 min 27 s (SN) Puyuelo (Hernández) — 53 min 5 s J. Muñoz (Puyuelo, Hernández) — 55 min 40 s Arraras (García, Rivero) — 56 min 1 s (JS) | Arbitrage : Jevgēņijs Griškevičs Juges de lignes : Marcus Höfer et Jiří Svoboda |
| Lepage           | Gardiens                  | Alcaine                                      | | Arbitrage : Jevgēņijs Griškevičs Juges de lignes : Marcus Höfer et Jiří Svoboda |
| 14 min           | Pénalités                 | 6 min                                        | | Arbitrage : Jevgēņijs Griškevičs Juges de lignes : Marcus Höfer et Jiří Svoboda |
| 14               | Tirs                      | 51                                           | | Arbitrage : Jevgēņijs Griškevičs Juges de lignes : Marcus Höfer et Jiří Svoboda |

| 17 avril | Israël | 9-1 (3-1, 4-0, 2-0) | Corée du Nord | Igloo Arena 36 spectateurs |

| Feuille de match | Feuille de match | Feuille de match                        | Feuille de match                           | Feuille de match                                                                   |
| ---------------- | --- | --------------------------------------- | ------------------------------------------ | ---------------------------------------------------------------------------------- |
|                  | Mazour (Spivak) — 5 min 29 s - Mazour (Spektor, Kozhevnikov) — 17 min 28 s Vernyy (Kozevnikov) — 18 min 7 s Spektor (Klein) — 20 min 28 s (SN) Spektor (Klein, Mazour) — 22 min 35 s Spektor (Mazour) — 31 min 16 s (IN) Milner (R. Aharonovich) — 37 min 29 s Revniaga (R. Aharonovich, Milner) — 42 min 25 s Sherf (Kozevnikov, Vernyy) — 54 min 43 s | 1-0 1-1 2-1 3-1 4-1 5-1 6-1 7-1 8-1 9-1 | - Kim S. (Kim Kw., An) — 8 min 44 s (IN) - | Arbitrage : Jevgēņijs Griškevičs Juges de lignes : Andrey Korovkin et Jiří Svoboda |
| Tichon           | Gardiens | Pak K.                                  |                                            | Arbitrage : Jevgēņijs Griškevičs Juges de lignes : Andrey Korovkin et Jiří Svoboda |
| 16 min           | Pénalités | 14 min                                  |                                            | Arbitrage : Jevgēņijs Griškevičs Juges de lignes : Andrey Korovkin et Jiří Svoboda |
| 30               | Tirs | 31                                      |                                            | Arbitrage : Jevgēņijs Griškevičs Juges de lignes : Andrey Korovkin et Jiří Svoboda |

| 17 avril | Nouvelle-Zélande | 7-1 (1-0, 2-1, 4-0) | Luxembourg | Igloo Arena 68 spectateurs |

| Feuille de match | Feuille de match | Feuille de match                | Feuille de match                    | Feuille de match                                                                  |
| ---------------- | --- | ------------------------------- | ----------------------------------- | --------------------------------------------------------------------------------- |
|                  | C. Harrison (Rooney) — 11 min 7 s Ratcliffe (Polozov) — 24 min 59 s (SN) Heyd (McLeish) — 29 min 11 s - Rooney (Helmersson, Craig) — 50 min 30 s Craig (Polozov, Hay) — 50 min 43 s Polozov (Schneider, Ratcliffe) — 55 min Challis (Heyd, Cox) — 58 min 22 s (2 SN) | 1-0 2-0 3-0 3-1 4-1 5-1 6-1 7-1 | - Mosr (C. Mossong) — 29 min 36 s - | Arbitrage : Tim Tzirtziganis Juges de lignes : Alejandro García et Carlos Trobajo |
| Kercso-Magos     | Gardiens | Mangen                          |                                     | Arbitrage : Tim Tzirtziganis Juges de lignes : Alejandro García et Carlos Trobajo |
| 0 min            | Pénalités | 10 min                          |                                     | Arbitrage : Tim Tzirtziganis Juges de lignes : Alejandro García et Carlos Trobajo |
| 57               | Tirs | 16                              |                                     | Arbitrage : Tim Tzirtziganis Juges de lignes : Alejandro García et Carlos Trobajo |

| 17 avril | Espagne | 14-0 (4-0, 5-0, 5-0) | Mexique | Igloo Arena 157 spectateurs |

| Feuille de match                          | Feuille de match | Feuille de match                                             | Feuille de match | Feuille de match                                                               |
| ----------------------------------------- | --- | ------------------------------------------------------------ | ---------------- | ------------------------------------------------------------------------------ |
|                                           | P. Muñoz (Carbonell, Betrán) — 23 s J. Muñoz (González, Solorzano) — 6 min 23 s (SN) P. Muñoz (Carbonell, Rivero) — 12 min 22 s P. Muñoz (Carbonell, Arraras) — 16 min 52 s Betrán (Carbonell) — 24 min 13 s (SN) García (Boronat) — 31 min 28 s (2 SN) P. Muñoz (Betrán, Brabo) — 34 min 28 s P. Muñoz (Betrán) — 37 min 29 s P. Muñoz (Carbonell, Brabo) — 38 min 42 s (SN) Boronat (Granell, Brabo) — 47 min 15 s (SN) P. Muñoz (Carbonell) — 49 min 46 s J. Muñoz (Puyuelo, García) — 50 min 3 s Ubieto (Fuentes, Solorzano) — 51 min 59 s (SN) González (Solorzano) — 58 min 10 s | 1-0 2-0 3-0 4-0 5-0 6-0 7-0 8-0 9-0 10-0 11-0 12-0 13-0 14-0 | -                | Arbitrage : Rasmus Toppel Juges de lignes : Marcus Höfer et Chris van Grinsven |
| Alcaine (31 min 28 s) Barbo (28 min 32 s) | Gardiens | de Alba                                                      |                  | Arbitrage : Rasmus Toppel Juges de lignes : Marcus Höfer et Chris van Grinsven |
| 8 min                                     | Pénalités | 24 min                                                       |                  | Arbitrage : Rasmus Toppel Juges de lignes : Marcus Höfer et Chris van Grinsven |
| 49                                        | Tirs | 5                                                            |                  | Arbitrage : Rasmus Toppel Juges de lignes : Marcus Höfer et Chris van Grinsven |

| 19 avril | Mexique | 3-1 (1-0, 1-1, 1-0) | Luxembourg | Igloo Arena 300 spectateurs |

| Feuille de match | Feuille de match                                                                                         | Feuille de match | Feuille de match                                 | Feuille de match                                                          |
| ---------------- | --- | ---------------- | ------------------------------------------------ | ------------------------------------------------------------------------- |
|                  | Pérez (Sierra, Majul) — 6 min 57 s (SN) Najera (Colas) — 29 min 44 s - Majul (Pérez, Cruz) — 57 min 49 s | 1-0 2-0 2-1 3-1  | - Mosr (C. Mossong, Welter) — 31 min 34 s (SN) - | Arbitrage : Milan Novák Juges de lignes : Andrey Korovkin et Jiří Svoboda |
| de la Garma      | Gardiens                                                                                                 | Lepage           |                                                  | Arbitrage : Milan Novák Juges de lignes : Andrey Korovkin et Jiří Svoboda |
| 12 min           | Pénalités                                                                                                | 8 min            |                                                  | Arbitrage : Milan Novák Juges de lignes : Andrey Korovkin et Jiří Svoboda |
| 28               | Tirs | 26               |                                                  | Arbitrage : Milan Novák Juges de lignes : Andrey Korovkin et Jiří Svoboda |

| 19 avril | Corée du Nord | 4-12 (1-4, 3-4, 0-4) | Nouvelle-Zélande | Igloo Arena 84 spectateurs |

| Feuille de match                          | Feuille de match | Feuille de match                                                   | Feuille de match | Feuille de match                                                               |
| ----------------------------------------- | --- | ------------------------------------------------------------------ | --- | ------------------------------------------------------------------------------ |
|                                           | - Hong (Kim Kw.) — 9 min 25 s - Kim Kw. (Kim H., Hong) — 26 min 35 s Kang I. (Kim Kw.) — 30 min 33 s (IN) - Kim H. (Ri P.) — 35 min 44 s - | 0-1 0-2 0-3 0-4 1-4 1-5 1-6 2-6 3-6 3-7 4-7 4-8 4-9 4-10 4-11 4-12 | S. Harrison (Burns) — 3 min Challis — 4 min 27 s Schneider (S. Harrison, Polozov) — 5 min 50 s Ellis (Joyce) — 6 min 50 s (IN) - Ellis (Challis) — 24 min 53 s Schneider (Challis) — 26 min 17 s (SN) - Polozov (Schneider, Craig) — 34 min 59 s - Ellis — 38 min 21 s (TP) Schneider (Polozov, S. Harrison) — 44 min 10 s Cox (Henderson, Challis) — 46 min 14 s (2 SN) Heyd (Henderson, Challis) — 47 min 1 s (SN) C. Harrison (Schneider, Burns) — 51 min 56 s | Arbitrage : Rasmus Toppel Juges de lignes : Alejandro García et Carlos Trobajo |
| Pak K. (25 min 48 s) Pak Il (34 min 12 s) | Gardiens | Lee (20 min) Kercso-Magos (40 min)                                 | | Arbitrage : Rasmus Toppel Juges de lignes : Alejandro García et Carlos Trobajo |
| 18 min                                    | Pénalités | 8 min                                                              | | Arbitrage : Rasmus Toppel Juges de lignes : Alejandro García et Carlos Trobajo |
| 21                                        | Tirs | 49                                                                 | | Arbitrage : Rasmus Toppel Juges de lignes : Alejandro García et Carlos Trobajo |

| 19 avril | Israël | 0-4 (0-0, 0-2, 0-2) | Espagne | Igloo Arena 390 spectateurs |

| Feuille de match | Feuille de match | Feuille de match | Feuille de match | Feuille de match                                                                  |
| ---------------- | ---------------- | ---------------- | --- | --------------------------------------------------------------------------------- |
|                  | -                | 0-1 0-2 0-3 0-4  | P. Muñoz (Brabo, Rivero) — 22 min 39 s Fuentes (Vea) — 36 min 38 s Fuentes (González, Betrán) — 51 min 10 s (SN) Granell (García) — 52 min 36 s (SN) | Arbitrage : Tim Tzirtziganis Juges de lignes : Marcus Höfer et Chris van Grinsven |
| Tichon           | Gardiens         | Alcaine          | | Arbitrage : Tim Tzirtziganis Juges de lignes : Marcus Höfer et Chris van Grinsven |
| 22 min           | Pénalités        | 10 min           | | Arbitrage : Tim Tzirtziganis Juges de lignes : Marcus Höfer et Chris van Grinsven |
| 12               | Tirs             | 48               | | Arbitrage : Tim Tzirtziganis Juges de lignes : Marcus Höfer et Chris van Grinsven |

| 20 avril | Luxembourg | 2-1 (0-1, 1-0, 1-0) | Corée du Nord | Igloo Arena 77 spectateurs |

| Feuille de match | Feuille de match                                            | Feuille de match | Feuille de match                | Feuille de match                                                                     |
| ---------------- | ----------------------------------------------------------- | ---------------- | ------------------------------- | ------------------------------------------------------------------------------------ |
|                  | - C. Cannon — 32 min 8 s Eriksson (M. Cannon) — 44 min 55 s | 0-1 1-1 2-1      | Kim H. (Ri. I.) — 12 min 33 s - | Arbitrage : Jevgēņijs Griškevičs Juges de lignes : Andrey Korovkin et Carlos Trobajo |
| Mangen           | Gardiens                                                    | Pak K.           |                                 | Arbitrage : Jevgēņijs Griškevičs Juges de lignes : Andrey Korovkin et Carlos Trobajo |
| 18 min           | Pénalités                                                   | 10 min           |                                 | Arbitrage : Jevgēņijs Griškevičs Juges de lignes : Andrey Korovkin et Carlos Trobajo |
| 31               | Tirs                                                        | 32               |                                 | Arbitrage : Jevgēņijs Griškevičs Juges de lignes : Andrey Korovkin et Carlos Trobajo |

| 20 avril | Mexique | 3-5 (0-2, 2-2, 1-1) | Israël | Igloo Arena 94 spectateurs |

| Feuille de match | Feuille de match                                                                                                  | Feuille de match                | Feuille de match | Feuille de match                                                                   |
| ---------------- | --- | ------------------------------- | --- | ---------------------------------------------------------------------------------- |
|                  | - Sierra (Chabat, Majul) — 37 min 25 s (SN) Chabat (Padilla) — 38 min 58 s Smithers (Ugarte) — 48 min 52 s (SN) - | 0-1 0-2 0-3 0-4 1-4 2-4 3-4 3-5 | Kozhevnikov (Spivak, Vernyy) — 13 min 56 s Kozhevnikov (Vernyy) — 17 min 3 s Kozhevnikov — 29 min 19 s (SN) Spektor — 36 min 44 s (IN) - Vernyy (Ben Tov) — 49 min 35 s | Arbitrage : Rasmus Toppel Juges de lignes : Alejandro García et Chris van Grinsven |
| de la Garma      | Gardiens | Tichon                          | | Arbitrage : Rasmus Toppel Juges de lignes : Alejandro García et Chris van Grinsven |
| 14 min           | Pénalités | 51 min                          | | Arbitrage : Rasmus Toppel Juges de lignes : Alejandro García et Chris van Grinsven |
| 26               | Tirs | 37                              | | Arbitrage : Rasmus Toppel Juges de lignes : Alejandro García et Chris van Grinsven |

| 20 avril | Espagne | 6-4 (1-0, 4-3, 1-1) | Nouvelle-Zélande | Igloo Arena 541 spectateurs |

| Feuille de match | Feuille de match | Feuille de match                        | Feuille de match | Feuille de match                                                       |
| ---------------- | --- | --------------------------------------- | --- | ---------------------------------------------------------------------- |
|                  | Carbonell (Rivero, P. Muñoz) — 18 min 12 s (SN) Fuentes (Ubieto) — 21 min 39 s (JS) - Rubio (Granell, Boronat) — 25 min 34 s Boronat (Rubio) — 28 min 27 s - Granell (Ubieto, Boronat) — 36 min 38 s - Boronat (Rubio) — 42 min 51 s - | 1-0 2-0 2-1 3-1 4-1 4-2 5-2 5-3 6-3 6-4 | - Heyd (Burns, Henderson) — 23 min 53 s (SN) - Polozov (Joyce, Schneider) — 33 min 4 s - Heyd (Cox) — 37 min 47 s - Ellis (Polozov, Schneider) — 44 min 53 s (SN) | Arbitrage : Milan Novák Juges de lignes : Marcus Höfer et Jiří Svoboda |
| Alcaine          | Gardiens | Lee                                     | | Arbitrage : Milan Novák Juges de lignes : Marcus Höfer et Jiří Svoboda |
| 4 min            | Pénalités | 8 min                                   | | Arbitrage : Milan Novák Juges de lignes : Marcus Höfer et Jiří Svoboda |
| 53               | Tirs | 19                                      | | Arbitrage : Milan Novák Juges de lignes : Marcus Höfer et Jiří Svoboda |

## Classement
| Clt   | Équipe           | PJ | V | VP | D | DP | BP | BC | Diff | Pts |
| ----- | ---------------- | -- | - | -- | - | -- | -- | -- | ---- | --- |
| +001, | Espagne (R)      | 5  | 5 | 0  | 0 | 0  | 49 | 6  | +43  | 15  |
| +002, | Nouvelle-Zélande | 5  | 4 | 0  | 1 | 0  | 33 | 14 | +19  | 12  |
| +003, | Israël           | 5  | 3 | 0  | 2 | 0  | 24 | 14 | +10  | 9   |
| +004, | Corée du Nord    | 5  | 1 | 0  | 4 | 0  | 12 | 40 | -28  | 3   |
| +005, | Mexique          | 5  | 1 | 0  | 4 | 0  | 9  | 30 | -21  | 3   |
| +006, | Luxembourg (P)   | 5  | 1 | 0  | 4 | 0  | 6  | 29 | -23  | 3   |

- Promu en Division IIA en 2019
- Relégué en Division III en 2019

Pour les significations des abréviations, voir statistiques du hockey sur glace.
En cas d'égalité entre plusieurs équipes, celles-ci sont départagées ainsi :
1. nombre de points ;
2. nombre de points dans les face à face ;
3. différence de buts lors des face à face ;
4. nombre de buts marqués en face à face ;
5. résultat contre l'équipe la mieux classée la plus proche, hors des équipes à égalité ;
6. résultat contre l'équipe classée en deuxième position, hors des équipes à égalité ;
7. tirage au sort effectué avant le tournoi.

Dans le cas présent, la Corée du Nord se départage au troisième point de règlement et le Mexique au quatrième point, laissant la place de relégable au Luxembourg.

## Récompenses individuelles
Meilleurs joueurs :
- Meilleur gardien :  Ander Alcaine
- Meilleur défenseur :  Stefan Helmersson
- Meilleur attaquant :  Patricio Fuentes

| Clt | Joueur              | Équipe           | PJ | B | A | Pts | Pun | +/- |
| --- | ------------------- | ---------------- | -- | - | - | --- | --- | --- |
| 1   | Oriol Boronat       | Espagne          | 5  | 5 | 7 | 12  | 0   | +9  |
| 2   | Patricio Fuentes    | Espagne          | 5  | 5 | 6 | 11  | 0   | +1  |
| 3   | Pablo Muñoz         | Espagne          | 5  | 7 | 3 | 10  | 2   | +9  |
| 4   | Jordan Challis      | Nouvelle-Zélande | 5  | 3 | 7 | 10  | 0   | 0   |
| 5   | Adrian Ubieto       | Espagne          | 5  | 2 | 8 | 10  | 4   | +12 |
| 6   | Matthew Schneider   | Nouvelle-Zélande | 5  | 4 | 5 | 9   | 4   | +5  |
| 7   | Alejandro Carbonell | Espagne          | 5  | 3 | 6 | 9   | 0   | +10 |
| 7   | Aleksandr Polozov   | Nouvelle-Zélande | 5  | 3 | 6 | 9   | 0   | +4  |
| 9   | Daniel Mazour       | Israël           | 5  | 3 | 5 | 8   | 6   | +2  |
| 10  | Pablo Puyuelo       | Espagne          | 5  | 2 | 6 | 8   | 4   | +8  |

| Clt | Joueur             | Équipe           | PJ | Min      | BC | Moy  | %Arr  | Bl |
| --- | ------------------ | ---------------- | -- | -------- | -- | ---- | ----- | -- |
| 1   | Nir Tichon         | Israël           | 4  | 187 h 2  | 9  | 2,89 | 91,82 | 0  |
| 2   | Daniel Lee         | Nouvelle-Zélande | 4  | 199 h 36 | 10 | 3,01 | 90,48 | 0  |
| 3   | Ander Alcaine      | Espagne          | 5  | 242 h 16 | 6  | 1,49 | 89,66 | 1  |
| 4   | Andres de la Garma | Mexique          | 3  | 178 h 27 | 11 | 3,70 | 88,17 | 0  |
| 5   | Gilles Mangen      | Luxembourg       | 3  | 179 h 50 | 16 | 5,34 | 88,06 | 0  |
| 6   | Pak Kuk-chol       | Corée du Nord    | 5  | 214 h 5  | 28 | 7,85 | 77,24 | 0  |
| 7   | Alfonso de Alba    | Mexique          | 2  | 120 h    | 19 | 9,50 | 75,95 | 0  |

Pour les significations des abréviations, voir statistiques du hockey sur glace.
Nota : seuls sont classés les gardiens ayant joué au minimum 40 % du temps de jeu de leur équipe.